# Нильссон, Эмма
Эмма Нильссон (швед. Emma Nilsson; род. 18 ноября 1993, Гресмарк, Вермланд) — шведская биатлонистка, участница Кубка мира по биатлону в составе сборной Швеции. Чемпионка Европы 2019 года в смешанной эстафете.

## Карьера

### Юниорская карьера
Начала заниматься биатлоном в клубе Brandsbols SK из коммуны Сунне, затем выступала за SK Bore Biathlon и Team Torsby Biathlon.
На международных соревнованиях принимает участие с 2012 года. На чемпионате мира среди юниоров 2012 в Контиолахти лучшим результатом спортсменки стало 21-е место в индивидуальной гонке. На следующий год на юниорском чемпионате мира 2013 в Обертиллиахе выступила неудачно, не поднявшись выше 52 места. В 2014 году на чемпионате мира в Преск-Айле лучшим результатом стало 18-е место в индивидуальной гонке.

### Взрослая карьера
Принимает участие в Кубке IBU с сезона 2012/13, дебютировала в ноябре 2012 года на этапе в Идре, где заняла 63-е место в спринте.
В 2014 году становилась чемпионкой Швеции по летнему биатлону в спринте.
В сезоне 2014/15 дебютировала на Кубке мира на этапе в Эстерсунде, заняв 56-е место в индивидуальной гонке. В том же сезоне на этапе в Рупольдинге набрала свои первые очки, заняв 38-е место в спринте. Участвовала в чемпионате мира-2015 в Контиолахти, но высоких результатов не показала.
Сезон 2015/16 начала выступлениями на Кубке IBU, в котором неоднократно занимала места в топ-20, а лучшим результатом стало 12-е место в спринте на этапе в Нове-Место. В середине сезона включена в основной состав сборной и участвовала в нескольких этапах Кубка мира, в том числе в чемпионате мира в Осло, но очков не набирала.
В сезоне 2015/16 стала серебряным призёром чемпионата Швеции в спринте и масс-старте, бронзовым — в гонке преследования. Также в этом сезоне принимала участие в Рождественской гонке в паре с Тобиасом Арвидсоном, но выступила неудачно.
В сезоне 2016/17 показала свой лучший результат в личных гонках на Кубке мира, заняв 24-е место в спринте на этапе в Эстерсунде.

## Результаты

### Участие в Чемпионатах мира
| Год  | Место проведения | Инд | Спр | Пр | МС | Эст | См | Сусм |
| 2015 | ЧМ Контиолахти   | 71  | 83  | —  | —  | 8   | —  | н/д  |
| 2016 | ЧМ Хольменколлен | 56  | —   | —  | —  | —   | —  | н/д  |
| 2017 | ЧМ Хохфильцен    | 67  | —   | —  | —  | 6   | —  | н/д  |
| 2019 | ЧМ Эстерсунд     | 22  | —   | —  | —  | —   | —  | —    |